# Manråtta
Manråtta (Lophiomys imhausi) är en afrikansk gnagare som tillhör familjen råttdjur. Djuret är störst i familjen och dess närmaste släktingar är utdöda. Därför listas manråttan i en egen underfamilj.

## Kännetecken
Manråttan blir 18 till 30 centimeter lång och därtill kommer en 14,5 till 20 centimeter lång svans. Vikten ligger mellan 590 och 920 gram. Arten har 3,5 till 5,5 centimeter långa bakfötter och 2 till 4 centimeter långa öron. Den rufsiga pälsen är svart eller brun med vita strimmor och fläckar. Dessa märken är olika från individ till individ. Den enda gemensamheten är svansens vita spets. Djuret fick sitt namn efter en påfallande man som sträcker sig från huvudets ovansida över hela ryggen till svansroten. Manen kan riktas upp och den är alltid mörkare än pälsen i manens närhet. Manråttan är mycket olik andra råttdjur och påminner i proportionerna snarare om vanligt piggsvin. Huvudets form liknar marsvinens huvud.

## Utbredning och levnadssätt
Artens utbredningsområde sträcker sig från Sudan över Etiopien, Somalia, Kenya och Uganda till Tanzania. Den vistas huvudsakligen i skogar men förekommer även i andra habitat med träd. Som anpassning till livet i träd har den förlängda tår och motsättliga tummar med klor. Manråttan har bra förmåga att klättra och kommer även upp på lodräta stammar men den rör sig ganska långsamt. Djuret är aktivt på natten och äter främst blommor, blad och knoppar. Om manråttan känner sig hotad, utstöter den ett väsande läte och riktar sin man uppåt. Fiender förväxlar då lätt manråttan med ett piggsvin. Vidare smetar manråttan in sin päls med växtsaft från pilgiftsbusken (Acokanthera schimperi, en oleanderväxt), vilken är starkt giftigt.
Fram till 1800-talet förekom manråttan förutom i Afrika även på Arabiska halvön. Den förekommer i olika äldre berättelser och idag hittas ibland skelettdelar av arten. Numera antas arten vara utdöd på halvön.

## Systematik
Manråttan saknar idag närmare släktingar och den listas därför i en egen underfamilj, Lophiomyinae, eller ibland i en egen familj, Lophiomyidae. Den systematiska relationen till andra medlemmar i överfamiljen Muroidea var länge oklar. Tidigare räknades arten av många zoologer till sorkarna. 1973 framlade den franska paleontologen Lavocat en teori att manråttan och underfamiljen Nesomyinae bildar en familj. Denna tes är idag motbevisad. Efter molekylärgenetiska undersökningar av Jansa och Weksler (2004) räknas arten till familjen råttdjur.
Zoologen Oldfield Thomas beskrev 1910 fyra olika arter men upptäckte senare själv att alla populationer tillhör samma art.